# Friedrich Knebel
Friedrich Knebel (mort le 27 novembre 1574 à Lübeck) est un conseiller de la ville libre et hanséatique de Lubeck et l'amiral de sa flotte durant la guerre nordique de Sept Ans (1563-1570).

## Histoire
Friedrich Knebel est élu en 1559 au conseil de la ville de Lübeck. Il assiste en 1563 à la réunion de Segeberg durant laquelle l'alliance avec le roi du Danemark-Norvège Frédéric II contre la Suède est décidée. Il est dans les années de guerre 1564 et 1565 le commandant de l'amirauté qui comprend six navires de guerre de type Orlogschiff (de) et de nombreux navires auxiliaires qui, unis à la flotte danoise sous le commandement de l'amiral Herluf Trolle (en), se livrent à de nombreuses batailles navales contre les Suédois. Son sous-amiral est le conseiller Johann von Kampferbeck. Knebel commande victorieusement la flotte à bord de son navire amiral L'Ange ("Der Engel"), lancé en 1563, lors de la première bataille d'Öland (en) le 31 mai 1564, défait le vaisseau amiral suédois Mars et capture l'amiral suédois Jakob Bagge (en) et son adjoint le sous-amiral Herluf Trolle (en). On trouve à l'Hôtel de ville de Lübeck une peinture de cette bataille historique, peinte par Hans Bohrdt en 1911. Cette victoire navale rend Knebel populaire et favorise l'octroi de fonds supplémentaires par le Conseil et la Bourgeoisie pour la construction de nouveaux vaisseaux amiraux, comme le Morian et l'Aigle de Lübeck (en). Il commande également lors de la bataille navale du 14 août 1564 en mer Baltique, appelée la deuxième bataille d'Öland (en) et qui est une victoire suédoise. 
En 1568, Knebel est l'un des ambassadeurs de Lübeck pour les négociations de paix infructueuses à Roskilde. Il prend également part aux négociations du traité de Stettin (1570), conduites par les maires de Lübeck Lüneburg (de) et Tode (de), traité plutôt favorable au royaume de Danemark-Norvège.
Friedrich Knebel était marié à une fille du conseiller Joachim Grammendorp (de).

## Sources, littérature
- Emil Ferdinand Fehling (de): Lübeckische Ratslinie. Lübeck 1925, Nr. 672
- Antjekathrin Graßmann (de): Lübeckische Geschichte, 1989,  (ISBN 3-7950-3203-2)
- Hermann Kirchhoff: Seemacht in der Ostsee II. Band: Ihre Einwirkung auf die Geschichte der Ostseeländer im 19. Jahrhundert. Nebst einem Anhang über die Vorgeschichte der Ostsee. Kiel 1908, S. 286–289